# 高杉弾
高杉 弾（たかすぎ だん、1954年4月23日 - ）は、日本の編集者、文筆家、実業家、AV監督。伝説的自販機本『Jam』『HEAVEN』初代編集長。日本大学芸術学部文芸学科中退。本名は佐内 順一郎（さない じゅんいちろう）。
「作文家」を自称する文筆家で、1970年代後半から1990年代以降のアンダーグラウンド／サブカルチャー・シーンに与えた影響は大きい。現在は定職を持たず「メディアマン」というコンセプトのもとに国際的な隠居生活を送りながら、編集者、企画家、観光家、ステレオ写真家、臨済禅研究家、蓮の花愛好家として多方面で活躍（していない）。

## 生涯

### 生い立ち
1954年4月23日、東京都品川区生まれ。その後、神奈川県に転居し1958年から1963年まで川崎市等々力の水郷地帯で蓮の実を食べて育つ。またこの頃から万引きの常習犯となる。父親は名の通った会社の社長で比較的裕福な家庭に育つが、周囲の環境には常に不満があったようで「自分を拘束しているのは親と学校だけで、その二つから逃れることができれば、自分は自由になれる、なんて甘い考えを持っていた」と後年高杉は回想している。
1969年10月21日、1594人もの逮捕者を出した国際反戦デー闘争に野次馬として参加。その後も中核派の親戚から誘われたデモに野次馬として頻繁に参加する。
中学3年以降はジャズと黒人音楽に加えてガンジャ（大麻を意味するジャマイカ語で語源はヒンディー語の「神の草」に由来）にハマり、この頃から植草甚一、筒井康隆、稲垣足穂、日高敏隆、平野威馬雄、フリオ・コルタサル、禅問答の本を読むようになる。

### 日芸時代

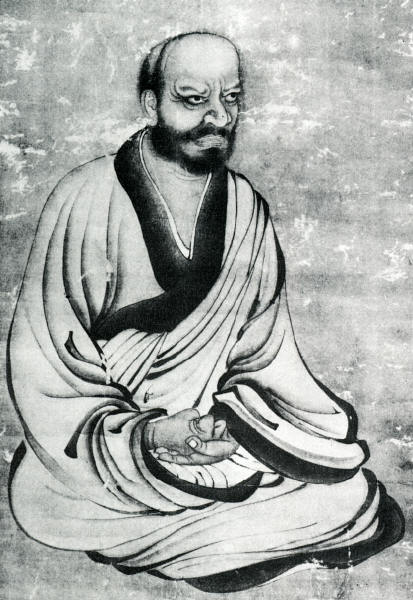
臨済の禅語録『臨済録』は高杉弾にとって人生の教科書となった。

1973年、日本大学芸術学部文芸学科に入学するも授業には出席せず、日芸文芸棟4階のロッカールームにあったロッカーを勝手に動かし囲いを作り、カーペットも敷いてサロン風のアジトに改造。ついでにレコードプレイヤーも持ち込んで、酒やマリファナをたしなむなどし、一日中ゴロゴロしていたという。いつしかアジトは学校に居場所がない学生や女の子たちの溜まり場になり、のちに隅田川乱一、近藤十四郎、八木眞一郎、山崎春美、坂本ナポリ（本名）らが出入りするなど『Jam』編集部の原型となった。なお当時の日芸文芸棟は人形劇サークルから武邑光裕の神秘学研究会まで入り乱れて混沌としており、学園紛争後の余波で学内全体が精神的に荒廃していた背景もあってか、ロッカールームからの立ち退きを命じられたことは特になかったとされる。
1974年、ミニコミ誌『便所虫』を佐内順一郎名義で創刊。過激な内容から教授や体育会系の学生に疎まれ、配布したそばから勝手に回収され焼却処分されるなど数々の妨害工作に遭いながら後に『BEE-BEE』と改題して月刊で25号まで続く。ちなみに『便所虫』では同級生の女子を実名でブス順にランク付けする企画などが掲載され、末期には隅田川乱一（美沢真之助）や山崎春美（ガセネタ／TACO）も原稿を寄稿した。
この頃、武邑光裕（のちにメディア美学者）、加藤芳一（のちに放送作家）、林真理子（のちに作家）、近藤十四郎（のちに『HEAVEN』2代目編集長）らと日芸で出会う。同年、娯楽的頽廃グループ〈廃人同盟〉を結成。
1975年、創刊時の『宝島』で責任編集を務めた日本サブカルチャーの父とも呼ぶべき人物・植草甚一によって高杉の「弾」というペンネームを「鉄砲玉みたいな人だから」という印象から命名される。以来、植草を心の師とする。
この頃、盟友の隅田川乱一、八木眞一郎、舞踊家の田中泯らと出会い、乱一の勧めで読んだ臨済の禅語録『臨済録』に感銘を受け、本がボロボロになるまで読みふける。高杉曰くある時期から『臨済録』の現代語訳を始めたというが、いまだ刊行されていない。
また漫画家に憧れて同年に娯楽的出版グループ〈冗談社〉を設立し、漫画同人誌『neu』を創刊するなど同人活動を本格化させる。ちなみに漫画家ではつげ義春、永島慎二、鈴木翁二、川崎ゆきお、谷岡ヤスジ、山上たつひこらに傾倒し、後に山崎春美の推薦で当時は全く無名だった蛭子能収にも関心を寄せる。また漫画雑誌では『ガロ』や『COM』を愛読していた。
1977年、のちの『HEAVEN』3代目編集長で前衛的なロックバンド「ガセネタ」「TACO」のロックミュージシャン山崎春美と出会う。同年、乱一が原稿を寄稿した『BEE-BEE』25号が月刊誌『本の雑誌』主催の「輝け!第1回全国ウスバカ的無価値的チリガミコーカン的ガリバン誌コピー誌熱血コンテスト」（1979年春号/通巻12号所載）で優勝し、のちに作家となる椎名誠に出会う。この頃から小鳥の餌（麻の実）から大麻の種を取り出して近所の畑に撒き、大麻の栽培に精を出す（現在は発芽しないよう加熱処理されている）。
同年、大学8年間で卒業所要単位を習得できないほどの単位不足と2年分の学費滞納が原因で大学5年時に日本大学芸術学部文芸学科を中退。同時に『BEE-BEE』も廃刊した。その後、八木眞一郎の依頼で幻のパロディ雑誌『冗談王』（日本文華社/1978年2月）の編集を手伝うが、創刊と同時に廃刊して失業する。この頃、原宿でTシャツを売って日銭を稼ぎ、渡米してコカインとLSDにハマる。

### 自販機ポルノの黄金時代
1978年秋、武蔵小山駅から深夜自宅に向かって歩いて帰る途中、電信柱の下に束になって捨ててあった自動販売機のエロ本を偶然拾い、何冊目かに掲載されていた接写ヌード写真に人生最大の衝撃を受ける。後に高杉は著書『メディアになりたい』（JICC出版局）の中でその時の感動を次のように回想している。
翌日、高杉は最後のページに記載されていた発行元のエルシー企画に遊びに行き、そこで社長の明石賢生、編集局長の佐山哲郎、安田邦也、カメラマンの岡克己、グラフィックデザイナーの大賀匠津らと出会い、そのままフリーの編集者になる。
高杉は後に当時を振り返って「あの一枚は一生忘れないと思うよ。これが運命の転換日だよね。あの一枚に出会わなかったら、おれは編集者にもライターにもAV監督にもなってないと思うよ」と回想している。
そして、このわずか数年の間で蛭子能収、渡辺和博、湯村輝彦、大里俊晴、末井昭、南伸坊、永山薫、高取英、亀和田武、赤田祐一、青山正明、町山智浩、手塚能理子、羽良多平吉、上杉清文、荒木経惟、滝本淳助、岡留安則、高桑常寿、平岡正明、鈴木いづみ、佐藤重臣、中村直也、松岡正剛、荒俣宏、奥成達、巻上公一、山下洋輔、秋山道男、鈴木清順、荒戸源次郎、合田佐和子、長谷川明、安西水丸、野坂昭如、大瀧詠一、長嶺高文、朝倉喬司、畑中純、坂田明らと立て続けに出会う。

#### 芸能人ゴミあさりシリーズ

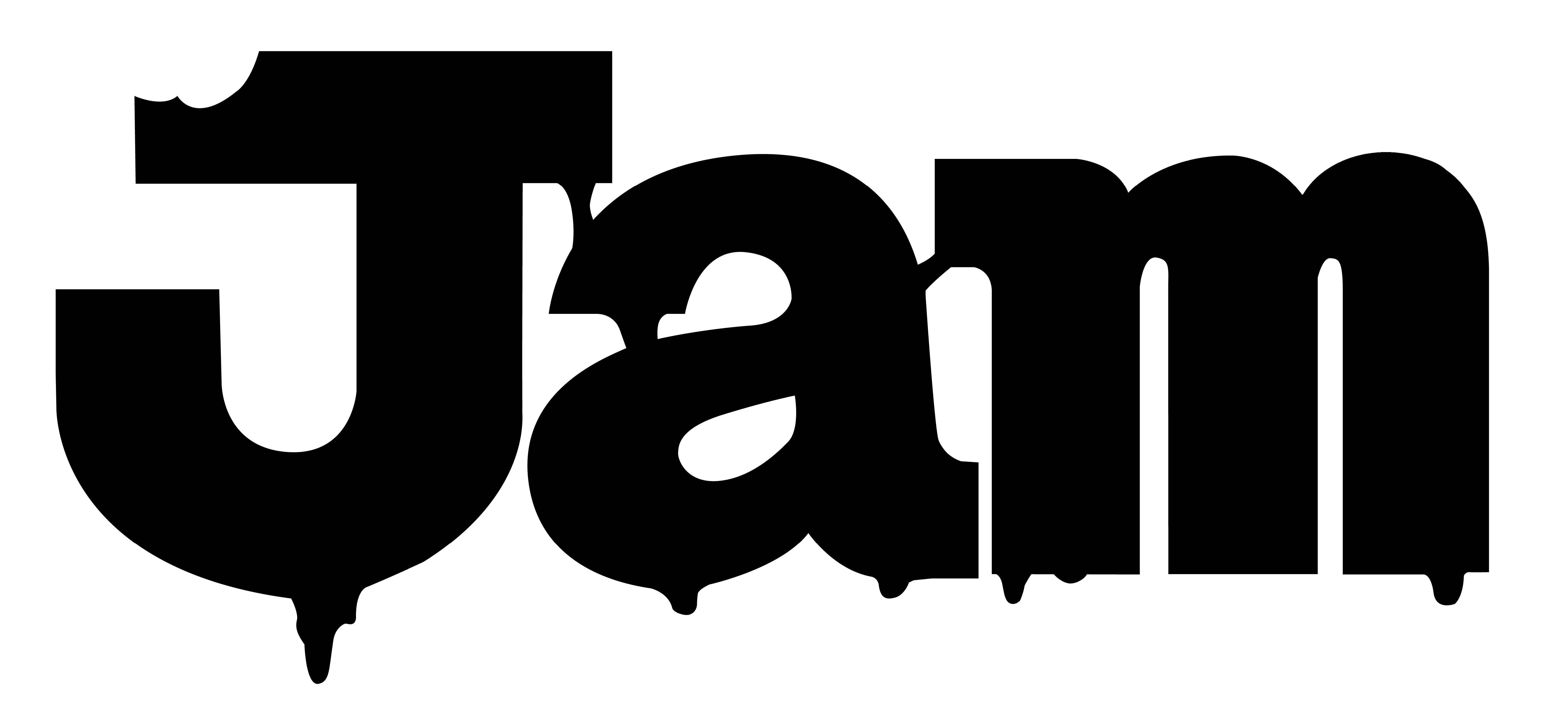
高杉弾編集の伝説的自販機本『Jam』は創刊号の企画で当時人気絶頂だった山口百恵の自宅から出たゴミを勝手に漁り、妹の答案用紙（28点）や電波系ファンレター、生理用ナプキンなど山口家の私生活を暴露する内容の記事を掲載して物議を醸した。

1978年秋、道で拾った自販機本の住所を頼りにエルシー企画の編集部に遊びに行った高杉弾は、明石賢生と佐山哲郎に突如として8頁の原稿を任された。その後、わずか1週間で商業デビュー作「Xランド独立記念版」を隅田川乱一との共同作業で制作し、記事中で掲載誌『スキャンダル 悦楽超特急』の乗っ取りを宣言する。
1979年1月、エルシー企画の自販機雑誌『スキャンダル 悦楽超特急 X-MAGAZINE』6号「特集／ドラッグ─大麻取締法はナンセンスだ」で編集長を務める。同誌ではかたせ梨乃宅のゴミ漁りを実行し、ドラマ台本や腐ったミカン、使用済みタンポンなどを誌上のグラビアで暴露する企画を行った。
1979年3月からは隅田川乱一、八木眞一郎、山崎春美、近藤十四郎ら日芸時代の友人らを巻き込んで伝説的自販機本『X-magazine Jam』（エルシー企画）を創刊し、ドラッグ、プロレス、パンク、コミック、宗教、臨済禅、神秘主義、虚構記事、ゴミ漁り、エッセイ、コラージュ、フリーミュージックからなる誌面を展開する。とくに創刊号で「芸能人ゴミあさりシリーズ」と称して山口百恵宅のゴミを漁り、使用済み生理用品などを誌上で暴露したことから伝説化する。
その後、ゴミ漁りの件で女性週刊誌『微笑』（祥伝社）1979年5月26日号のインタビュー取材に応じ、「こういう雑誌にはメジャー誌ができないような企画、スキャンダラスなものが必要ですから」「もし、山口百恵サイドから告訴なんかされた場合は、ぼく個人としては争ってもいい」「編集の基本姿勢としては、受けて立つということでやっています」など編集部の見解を表明する。しかし、実際に出来上がった記事内容はイエローペーパーレベルのもので、これに不快感を示した高杉は「少なくとも雑誌づくりに幻想（ビジョン）を持てないような脳なしの年寄連中には早々にご退場願いたいものだ」と『微笑』を痛烈に批判する声明を『Jam』4号の編集中記に発表した。
また、この頃からエロ本の男役モデルとして「からみ」もこなすようになり、のちに高杉は「僕は十何誌かやったな。とにかくこの業界ってね、新人の男は全員“からみ役”をやらされるんだよね」と回想している。

#### ボブ・マーリーとの出逢い

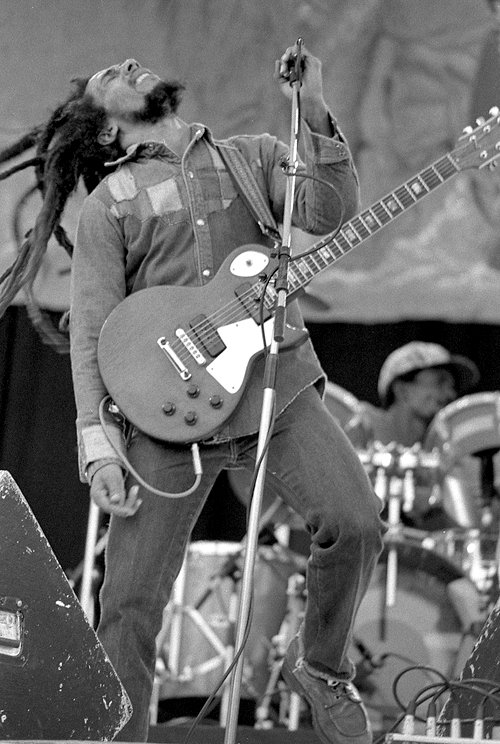
ボブ・マーリーとの運命的な出逢いは高杉弾にある「啓示」をもたらした。

同年4月、ボブ・マーリーが来日して東京と大阪で「奇跡の来日公演」を行った。その日、高杉弾と隅田川乱一は東京厚生年金会館で行われたボブの公演を観に行っており、ライブ終了後に二手に分かれて舞台裏の楽屋に回った。しかし、乱一はステージ前の鉄柵を乗り越える際に警備員に見つかって押し問答になった末に落下して骨折し、そのまま病院に運ばれてしまう（その後、乱一は入院先の春山記念病院に見舞いにやって来た工作舎の翻訳家・村田惠子と運命的な出会いを果たして結婚する）。一方、高杉は乱一が病院送りになったことを知らないまま鉄柵を乗り越えて楽屋に潜り込み、ついにボブと運命的な邂逅を果たした。
高杉はボブとの出逢いについて次のように回想している。
なお、この時の体験について高杉は「後になって重要な啓示だったことに気づかされた」と述懐している。

#### 蛭子能収を再発見
同年8月頃、山崎春美が行方不明になっていた蛭子能収の所在について青林堂の渡辺和博に問い合わせたところ連絡先が判明し、原稿を依頼するため池袋の喫茶店「白十字」で打ち合わせを行う。高杉によれば蛭子は当初「女の裸を描けないからエロは描けない」「こんな自販機で売ってるエロ本で本当に原稿料が出るんですか」といぶかしんでいたという。そこで高杉と山崎は
と説得し、これに応じた蛭子は『Jam』4号（1979年6月号）に「不確実性の家族」を寄稿。これが再デビュー作となった。

#### ニューウェーブ自販機雑誌『HEAVEN』新創刊

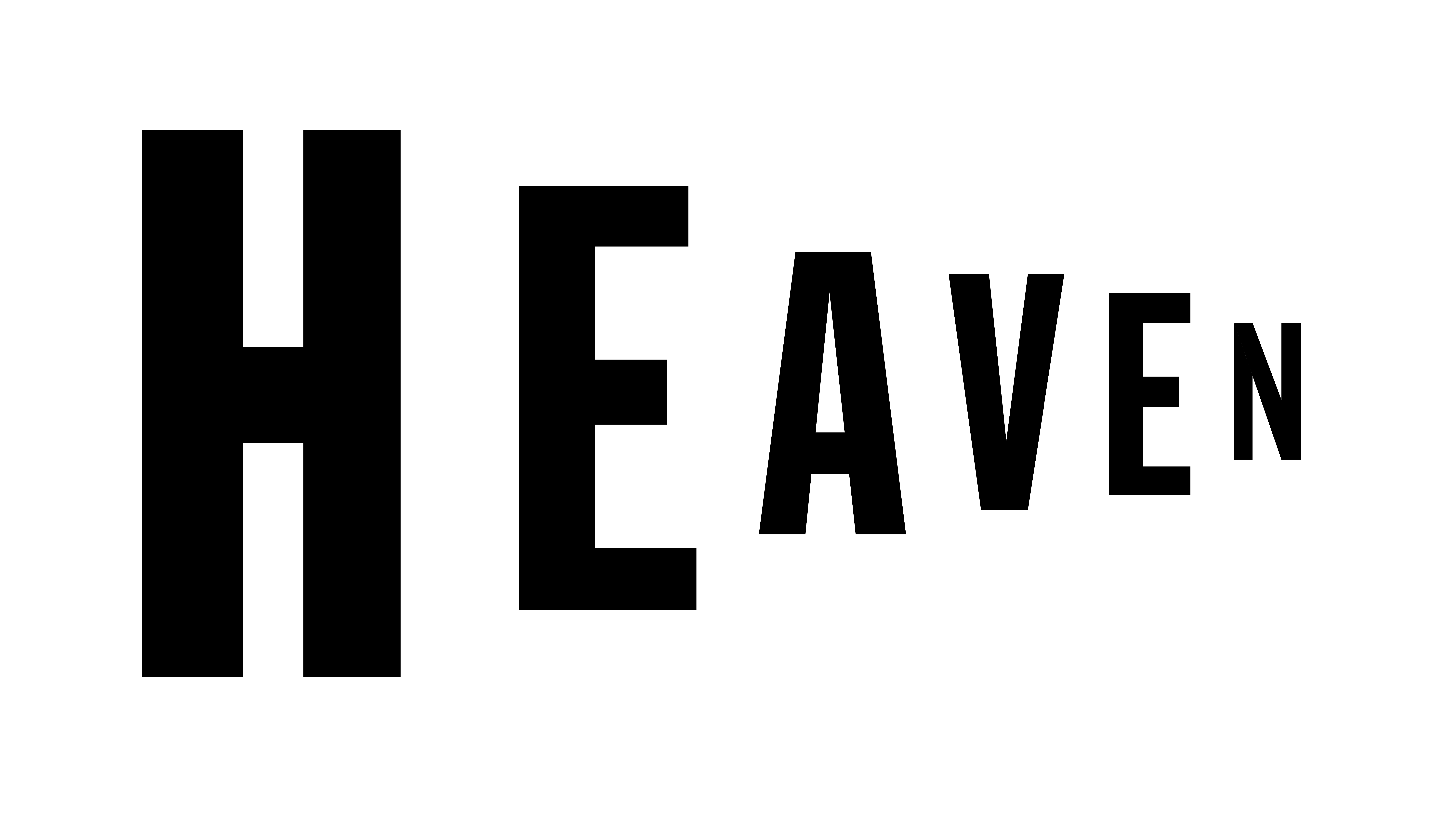
自販機雑誌のニューウェイヴ『HEAVEN』

同年12月、山口百恵のゴミ漁りの件で栗本薫の小説『イミテーション・ゴールド』（初出は『小説現代』1980年1月号）のモデルとなる。
1980年1月、エルシー企画とアリス出版が合併して『Jam』が終刊する。その後、豊島区西池袋にあった発行所兼編集部のジャム出版が「HEAVEN EXPRESS」に名前を変えて東池袋のアリス出版に移転する。
同年4月から『Jam』の後継誌『HEAVEN』初代編集長に就任し、同年6月から自動販売機から撤退して直販体制に移行するが、同年8月に明石賢生がアリス出版から群雄社出版に移籍し、版元移籍の都合で『HEAVEN』も3ヶ月休刊する。
同年10月から高杉弾と近藤十四郎の2人でDJを担当した全国ネットのラジオ番組『ウルトラヘヴン放送局』（ラジオ関東）が放送開始、番組は翌年の『HEAVEN』廃刊まで続く。

この頃、東京大学中退の田中一策（のちに日本初のスカトロ専門誌『スカトピア』編集長）と京都大学中退の山本土壺（＝山本勝之。のちにオルタナティヴ・ロックバンド「TACO」メンバー）が編集部に加入する。しかし、高杉と編集部との間で軋轢が生じ、8号編集途中でクーデターが起きる。

### 作文家時代

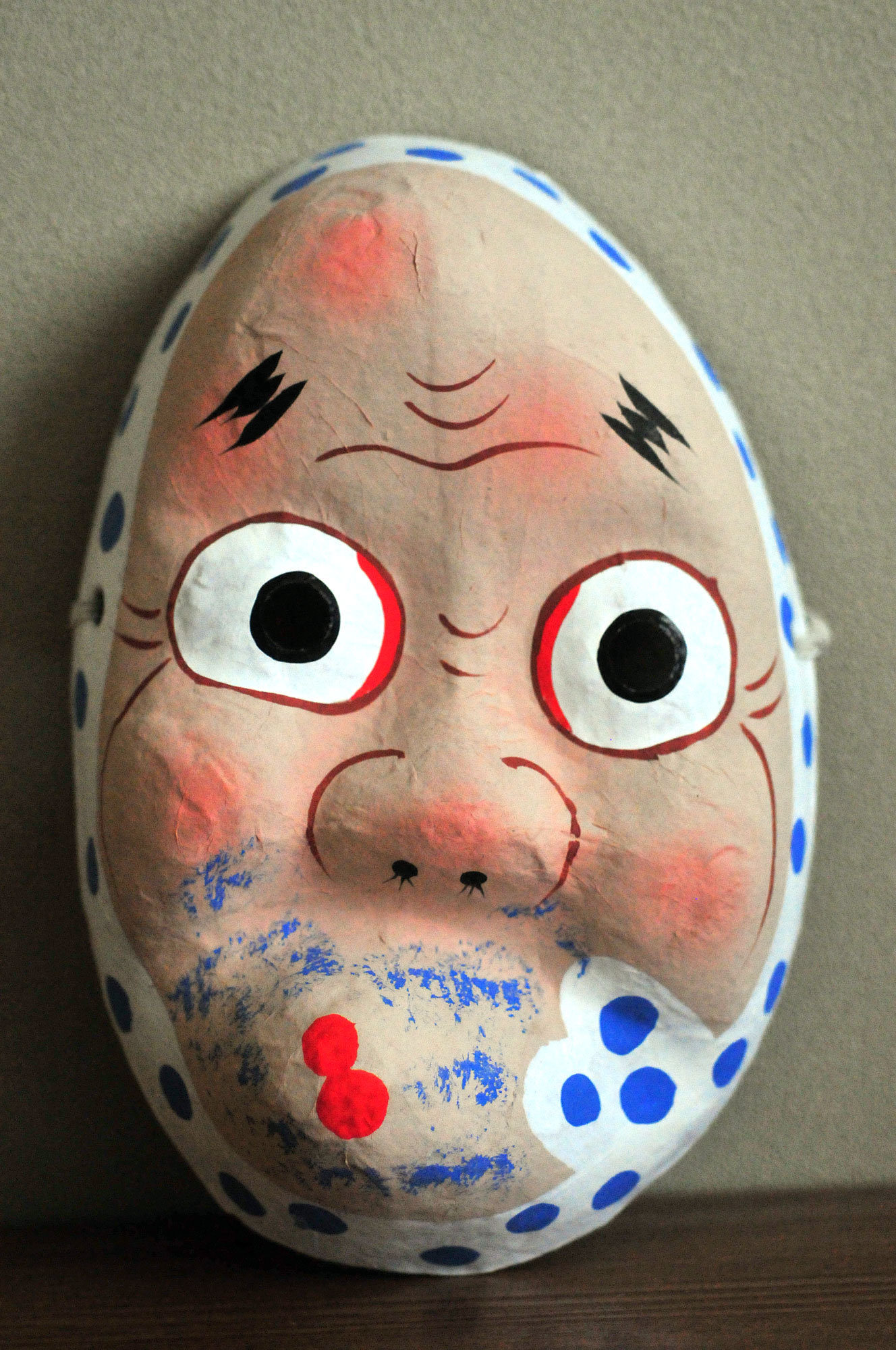
高杉弾は1980年代に「MONDO」という言葉と概念をアメリカから日本に輸入した。なお高杉は「MONDO」に一番近い日本語として「ひょっとこ」を挙げている。

1980年冬、雑誌『HEAVEN』の編集長を退き、編集者から作文家に転身する。
以降『朝日新聞』からエロ本まで幅広く作文活動を行い、最盛期には14本にものぼる連載を同時にこなす。
また1980年代から1990年代にかけて『ガロ』『宝島』『ヘイ!バディー』『フィリアック』『サバト』『写真時代』『写真時代Jr.』『スーパー写真塾』『ビデオ・ザ・ワールド』『月刊TVガイド ビデオコレクション』『ボディプレス』『アクションプレス』『週刊プレイボーイ』『週刊アサヒ芸能』『アサヒグラフ』『Boom』『Crash』『ON STAGE』『SALE2』『福娘』『噂の眞相』『夜想』『ルーシー』『スティック』『エキセントリック』『アリス・クラブ』『S&Mスナイパー』『流行通信』『おとなの特選街』『月刊スパイ』『RM』『アックス』『BURST HIGH』など多数の雑誌で連載を持ち、エロ、性的逸脱、ドラッグ、ギャンブル、バットテイスト、モンドカルチャーなどアンダーグラウンドなサブカルチャーの分野にも多大な影響を与えるが、高杉弾名義での著書が4冊しかないため、その活動の全貌はつかみがたい。
1981年、日比谷野外音楽堂で行われた『HEAVEN』主催の伝説的音楽イベント「天国注射の昼」のコンセプト・ドクター役を務める。この年、ボブ・マーリーが36歳の若さで他界。
1982年、伊達一行の小説『沙耶のいる透視図』（のちに映画化）に登場するビニ本編集者（演・土屋昌巳）のモデルとなる。同年9月、筒井康隆原作、内藤誠監督の映画『俗物図鑑』に端役として出演。この頃からシーメールとステレオ写真に興味を持ちはじめる。
1984年、JICC出版局（現・宝島社）より代表作にして初単行本の『メディアになりたい』を上梓。
1985年、輸入ビデオクラブ「セカンドハウス」を設立してビデオ版『メディアになりたい』『スーパー・カットアップ』を自主制作。
この頃、劇作家の高取英が主宰するカルチャーセンターに講師として登壇し、自販機本からアダルトビデオまでのポルノ黄金期を3時間に渡って語り下ろす。講演の内容は同年7月に『霊的衝動 100万人のポルノ』（朝日出版社）として週刊本レーベルから刊行された。同年、週刊漫画雑誌『ビッグコミックスピリッツ』（小学館）で手塚眞原作の立体写真漫画の撮影と監修を担当する。
1986年頃から「MONDO」という不思議なアメリカ文化を「ひょっとこ」と超訳して『宝島』などのサブカルチャー雑誌で日本に紹介しはじめる。この頃、損害保険代理店資格（初級・普通）を取得し、有限会社S興産（資本金14億円）の代表取締役社長となる。
1987年、にっかつ撮影所との共同企画で「MAGMAビデオ」を設立し、1920年代の実験映画5タイトルを発売する。同年、元『HEAVEN』編集者の山本勝之とモデルの中村京子らと香港、マカオ、ロサンゼルスを旅行し、香港で大型トレーラーにはねられるも軽傷。帰国後、目黒駅で駅員を暴行し、書類送検されるも不起訴となる。

### トライアングル〜AV監督時代

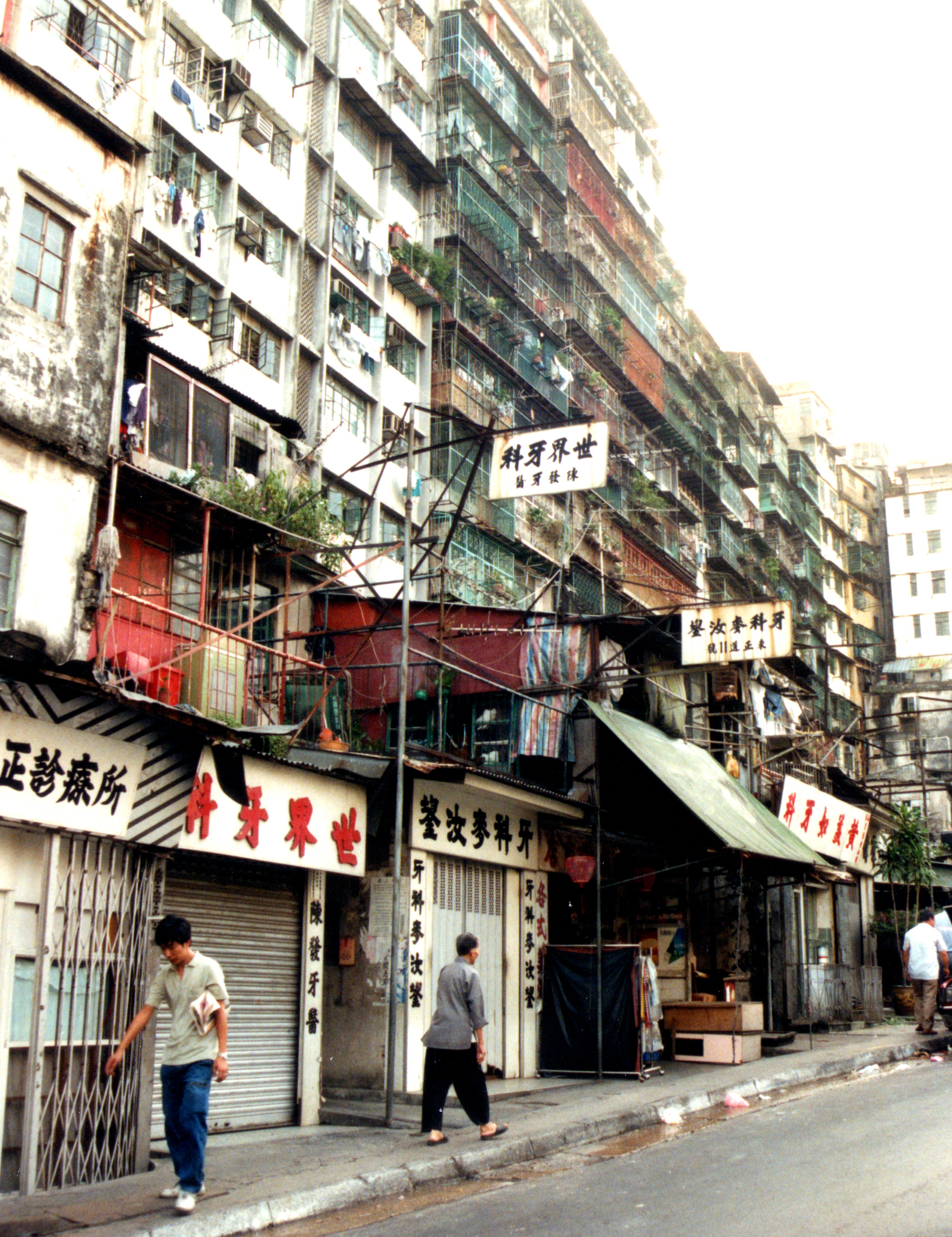
在りし日の九龍城砦。香港で高杉弾が体験した幻想的な数々のエピソードについては旅行ガイドブック形式の私小説『香港夢幻』（1995年刊）に詳しい。

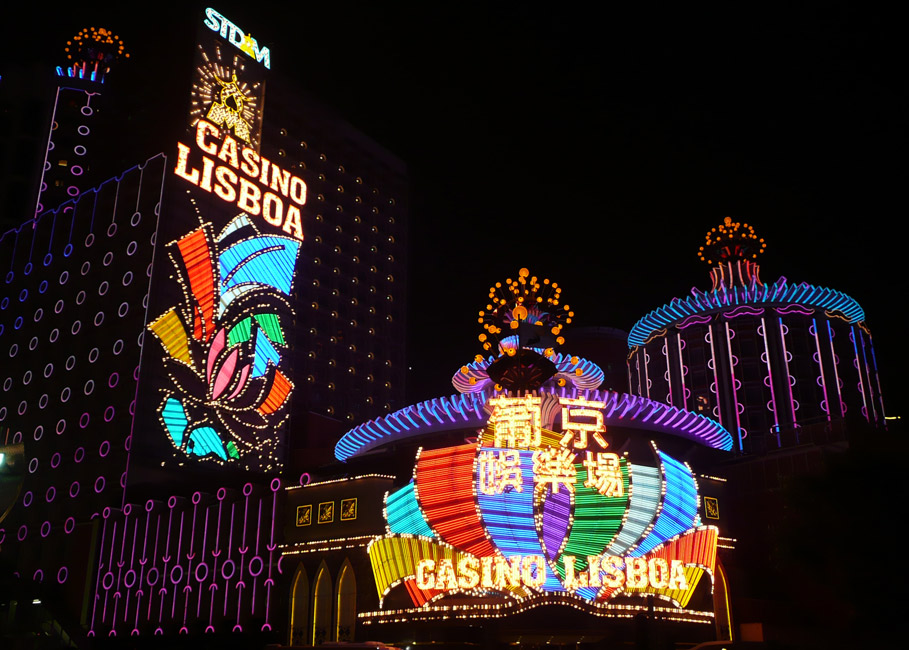
マカオにあるカジノの夜景。高杉弾にとって賭博は生活手段の一つであった。

1987年、渋谷センター街にモンド系の輸入雑貨店「トライアングル」を開店。ジョン・ウォーターズやラス・メイヤーなどのモンド映画・カルト映画を筆頭に、ビザール・コミック、ベティ・ペイジのハイヒールやボンデージ関係の書籍、リシャール・セルフやイリア・イオネスコなどのフェティッシュな官能写真集や死体写真集、自販機本『Jam』や大麻専門誌『ハイ・タイムズ』などの商品が並ぶカルト・ショップとなり、同店にはミュージシャンの大瀧詠一やハイパーメディアクリエイターの高城剛が度々訪れ、高城とは後に交友を結ぶ。
また、この頃から香港・マカオ旅行にハマり、九龍城砦の売春宿でアヘンとセックスに耽溺し、マカオではカジノ賭博という放蕩三昧の日々を送る。
1988年、宗教学者の植島啓司と作家の筒井康隆に出会う。同年、輸入ビデオクラブ「セカンドハウス」を「トライアングル」に改称する。
1989年、糖尿病が判明する。この年、パソコン（PC-98互換機）を導入し、パソコン通信サービス『NIFTY-Serve』にて「高杉弾通信」の連載を開始。この頃からモダン・プリミティブ関係の原稿依頼が増える。また青山正明と吉永嘉明が編集した特殊海外旅行誌『エキセントリック』（全英出版／中央法科研究所）で「マインド・リンク」の連載を開始。同年、S興産代表取締役を解任される。
1990年、AV監督の伊勢鱗太朗と村西とおると出会う。その後、AV監督として『高杉弾のイカすSEX天国』（ダイヤモンド映像系・裸の王様レーベル）を皮切りに1年間で11本のアダルトビデオを発売する。
この年、天国注射の夜に初回から参加していた友人のロッカー・江戸アケミが自宅浴室で溺死（36歳没）。

### 脳内リゾート開発～メディアマンの時代
1991年、AV監督を引退。同年、前衛芸術家の赤瀬川原平らとステレオ写真の愛好団体「脳内リゾート開発事業団／ステレオオタク学会」を結成。同時期にカルチャー雑誌『月刊スパイ』で「倶楽部イレギュラーズ」の連載を開始するが、高杉が企画したSEX特集をめぐって雑誌が回収騒ぎとなる。その後、同誌休刊のため連載を『月刊漫画ガロ』（青林堂）に移し11月号から連載を再開。この年、友人のデザイナー丸山浩伸が他界。
1992年、先天性の脳の畸形、くも膜下嚢胞が判明。
1993年3月1日、結核で国立療養所中野病院に79日間隔離入院。入院中は食事を1日1500kcal以下に制限されていた為、退院後は体重が40kgを切る。この頃、東陽片岡と会う。同年、雑誌『ガロ』9月号の特集「三流エロ雑誌の黄金時代」に協力し、元青林堂の南伸坊と白夜書房編集局長の末井昭と鼎談する。
同年、国際ステレオ写真会議に出席のため赤瀬川原平や南伸坊らとイギリスへ旅行。帰国後、視神経障害による視力悪化のため『ガロ』の連載を休載。その後、眼孔注射で右眼の視力が回復し、CD-ROM写真集『美麗死体写真集 Lilly』『極楽蓮』創刊号を自主制作してトライアングルで販売する。なお『美麗死体写真集 Lilly』は1930年代を中心とした幼児から老人まで90枚の死体写真をピックアップしたものでマイナーレーベルの作品としては異例の1500枚を売り上げた。
この年、香港の九龍城砦が消滅。借金返済不能の危機が迫る。
1994年12月、バリ島へ長期旅行。ギャニャール県ウブド郡でウブドの王族に会う。この年「メディアマン」というコンセプトを強化する。
1995年1月、バリ島からサムイ島に移動し、ハンモックの上で阪神・淡路大震災を知る。2月末にシンガポール経由で帰国。
同年12月、現状最後の単行本となる私小説『香港夢幻』（大栄出版）を上梓。高杉は同書で「エロ本編集者をリタイアして15年、雑誌に短い原稿を書いて受け取る報酬だけではとても生活できないぼくは、今日まで借金とギャンブルで食いつないできたと言ってもいい。思えば大学を中退して以来、先のことなど何も考えず、自分自身の快楽を最優先してその日その日を生きてきた。経済的な困窮に陥ったとき、借金とギャンブルだけがぼくに手を差し伸べてくれた。そして、金を貸してくれる相手と博打さえあれば自分は生きていけるのではないかと錯覚し、そういう自堕落な生活の中で、ぼくは次第に経済観念を失っていったのだった」と述懐する。同年、連載「高杉弾通信」が72号で終刊。
1996年、伝説的自販機本『Jam』『HEAVEN』の発行人であった元群雄社出版の明石賢生社長が他界。同年、荒木経惟のドキュメンタリー番組の製作に協力したほか『アサヒグラフ』のパロディCD-ROM写真集『アラキグラフ』（光文社）の編集に参加。
1997年、月刊漫画『ガロ』1997年3月号で特集「僕と私の脳内リゾート―ブレイン・リゾーター高杉弾とメディアマンのすべて」が組まれ、高杉の幼年期から学生時代、自販機本時代、作文家時代、トライアングル時代、AV監督時代、そしてメディアマンへと至るまでの自筆年譜と主要な仕事を120点以上の図版を交えて16頁にわたり紹介。
同年、サブカルチャー雑誌『Quick Japan』（太田出版）が12～19号（18号を除く）にかけて「天国桟敷の人々」という題で『Jam』『HEAVEN』を主軸にした自販機本特集を組む。この特集では群雄社に出入りしていた竹熊健太郎と但馬オサムが佐山哲郎、小向一實、近藤十四郎、隅田川乱一、安田邦也、山崎春美ら当時の関係者にインタビューを敢行し、高杉弾は『Jam』『HEAVEN』初代編集長として連載最終回でトリを務め、竹熊のインタビューで直近の月収が2万円を記録したことなどを述べる。
同年7月、青林堂の内紛で『ガロ』が休刊。他にも掲載誌の休廃刊が相次ぎ、積年の借金苦に加えて原稿依頼も無くなったことから隠居生活に入る。
作文家以外には、アダルトビデオ監督、競馬の予想屋、商品先物取引、雑貨屋経営、違法賭博、借金などで生計を立てることもあったが、結局生涯にわたって定職を持つことはなかった。

### 隠居から現在
1998年5月25日、日芸時代からの盟友で『Jam』『HEAVEN』のブレーン役だった隅田川乱一（美沢真之助）が他界。この年、青林堂から分裂した青林工藝舎が新たに漫画雑誌『アックス』を創刊、同誌の手塚能理子編集長からの依頼で創刊号よりコラム「日常の神々」を連載し1999年末まで続く。この連載を最後に自販機本時代から数えて約20年間途切れ目なく続けてきた何らかの定期刊行雑誌への連載仕事がゼロとなる。
2000年、雑誌『創的戯言雑誌』のインタビューに応じ、1年の半分近くを海外で過ごす隠居生活を送っていることや、日本の友人とさえ音信不通の日々が続いていることを明かす。また高杉は同誌のインタビュー内で〈メディア〉について以下の持論を展開している。
2003年からコアマガジン社のマリファナ季刊情報誌『BURST HIGH』（当局より相当な圧力があり現在廃刊）にコラム「OUT OF HIGH TIMES」を連載する。これが高杉弾最後の雑誌連載となった（連載記事は高杉弾の公式サイトで無料公開されており誰でも閲覧可能となっている）。
2017年、雑誌『スペクテイター』が39号で「パンクマガジン『Jam』の神話」と題して約200頁にわたる『Jam』の特集を組む。高杉は同誌の赤田祐一によるインタビューで「『Jam』も『HEAVEN』も一冊も持ってないし、いらないものだよ。だけど真之助（隅田川乱一）の本と『臨済録』は大事なものだよね。ちゃんと持ってるから。仕事机のいつでも開ける場所に」と語る。また赤田によれば、現在の高杉弾は都心のマンションで引きこもり生活を送っており、病院、居酒屋、散歩以外は持病の糖尿病もあり殆ど外出せず、世間と交流を持たない半隠遁生活を送っているという。
現在は青林工藝舎の漫画雑誌『アックス』に不定期で寄稿する以外は、超逸脱的オンラインマガジン《JWEbB》のみで活動しており、くも膜下嚢胞、糖尿病、結核、手足の痺れ、関節炎、睡眠障害、勃起不全、難聴、認知障害、健忘症、心配性、失語症、貧乏症、便秘、痔、歯槽膿漏、ニコチン中毒、五十肩、老眼、ノイローゼ、対人恐怖症など多くの病を得て隠居療養中。

## 人物
- 仕事は一貫してジャンルではなくマインドで選び、独自の世界観からの発言や表現活動を極めて気まぐれに続けている[34]。「金銭的利益追求を第一義とするマスコミや出版業界は大嫌い」とのことで[34]、特に隠居してからは「数字とお金の世界から降りた」「もうお金と交換する仕事には興味がない」[11]として青林工藝舎の漫画雑誌『アックス』に不定期で寄稿する以外は商業メディアでの活動をほとんど行っていない。ただし、隠居した現在も雑誌、単行本、インターネットなどのメディアに突発的な仕事を発表することがある。
- 『Jam』の衝撃的な山口百恵宅ゴミ漁り事件から20年後の2000年、高杉弾は自身のホームページ『JWEbB』に和式トイレのJPEG画像を貼って｢早稲田大学女子トイレ・ライブカメラ?…あの広末涼子も脱糞?」と題した悪ふざけ企画を再び行った[35]。その後、この冗談を真に受けた『女性自身』が記事化して「あのヒロスエも覗かれているかも」などと書き立てた結果、アクセスカウンターは128万5000回を突破した（現在計測不能）。
- かなりの速筆家であり、単行本『楽しいステレオ写真』（竹書房文庫）の原稿を4日間で書きあげたこともある[4]。しかし、活動歴40年に対して単行本5冊と極めて寡作な作家であり、隠居直前のインタビューでは「原稿は頼まれれば書くよ。頼まれないと書かない。面倒くさいしね」「今年になって連載している雑誌2本つぶれたろ。今レギュラー1本も無いんだよ。1回目の原稿入れた雑誌があるけど、あれ2回目ボツったからな。天皇の話書いちゃったから。もう日本じゃ仕事できないなあ」「これから雑誌作ろうなんてことはもう無いね。俺自身は無一文に近い人間だし、俺に雑誌作ってくれっていう人間なんていないと思うし、まあ無理だね。それよりも、それこそタイの島でのんびり暮らした方がいいよ。もう忙しいの嫌だしさ。余生を楽しむって感じで」「小説も、何月何日までに小説を500枚書いて下さいっていったら俺は書くよ。簡単だもん」「（持ち込みは）しない。だって面倒くさいじゃん。歩いたりするの」と語っていた[7]。
- 趣味は散歩、カメラ、昼寝、賭博、競馬、囲碁、落語、海外旅行、南の島でハンモックなど[34]。冬はバンコク、サムイ島、バリ島、香港のいずれかにいることが多く、特にタイや香港がお気に入りで今までに50〜100回ほど訪れている[34]。
- 漫画雑誌『ガロ』（青林堂）を創刊号から揃えるほどの愛読者で、特に同誌でデビューしたものの沈黙していた蛭子能収に早くから注目し、のちに山崎春美の推薦で蛭子を『Jam』で再デビューさせた[11][13]。こうした経緯もあって蛭子は「あの時私を拾ってくれたご恩は一生わすれません。なにしろ私の漫画に初めてお金を払ってくれた人ですから。それから漫画の注文がたくさん来るようになったのも、テレビの仕事が来るようになったのも、全て高杉さんのおかげです。この世で一番感謝してます」と再三感謝の言葉を寄せているが[8]、そもそも高杉はテレビを全く観ないため「（蛭子が）タレントになっているという話は聞いたことあるけど、観たことは一度もない」とインタビューで語っている[11]。
- あらゆる違法薬物に通暁しており、中学時代に喫煙したガンジャを皮切りに日本、アメリカ、イギリス、バリ島、香港などで大麻、コカイン、LSD、ハシシ、アヘン、ラッシュ、マジックマッシュルームを経験し[11][29]、ドラッグ体験に基づいた作文も多数存在する。ただし高杉は『BURST HIGH』誌に連載したコラム「OUT OF HIGH TIMES」で日本国内での大麻解禁について否定的な立場から持論を語っている[36]。

- なお、似たようなフィールドで活躍して、すでに物故しているドラッグライターの青山正明（データハウス刊『危ない薬』『危ない1号』編著者）は高杉弾の影響を最も強く受けている。ただし、高杉は青山と違って日本にいる時は原則麻薬類を使用していない[29]。

## 編集
佐内順一郎名義
- 『便所虫/BEE-BEE』（1974年 - 1977年頃、冗談社） - 個人誌。後に『BEE-BEE』と改題。
- 『冗談王』（1978年2月、日本文華社） - 表紙から広告まで全て冗談という異色雑誌。創刊と同時に廃刊した。編集長は八木眞一郎。
- 『X-MAGAZINE』（1978年12月 - 1979年1月、エルシー企画） - 先代編集長は『コクリコ坂から』原作者の佐山哲郎。
- 『X-magazine Jam』（1979年2月 - 1980年1月、ジャム出版） - 全10号と特別ゲリラ号（別冊）の計11冊を刊行。
- 『HEAVEN』（1980年4月 - 1981年3月、アリス出版→群雄社出版） - 8号目編集途中に編集長を降板。2代目編集長は近藤十四郎。

高杉弾名義
- CD-ROM作品集『極楽蓮』創刊号（1993年、トライアングル）
- CD-ROM作品集『極楽蓮』第2号（1994年、トライアングル）

## 著書
高杉弾名義
- 『メディアになりたい』（1984年、JICC出版局）
- 『週刊本38・霊的衝動 100万人のポルノ』（1985年、朝日出版社）
- 『楽しいステレオ写真』（1993年、竹書房）
- 『香港夢幻』（1995年、大栄出版）

佐内順一郎名義
- 『恋びとたち4 プライベート写真術』 （1981年、二見書房）

### 未刊行作品
単行本化されていない企画集
- 『倶楽部イレギュラーズ』（雑誌『ガロ』『SPY』で連載していた冗談コラム）
- 『日常の神々』（雑誌『アックス』で連載していた宗教などにまつわるエッセイ）
- 『乱調少年大図鑑』（雑誌『Boom』で連載していたショートショート童話集）
- 『快楽有象無象』（雑誌『おとなの特選街』で連載していた快楽に関するエッセイ）
- 『変態告白小説集』（少女ヌード専門誌『アリス・クラブ』で連載していた告白文体の変態小説）
- 『MONDO JAPAN』（日本が世界に誇る「MONDO」を写真と文章で紹介する国産モンド図鑑）
- 『楽しい糖尿病』（書き下ろし）
- 『極楽結核病棟』（仮題・書き下ろし）
- 『チャウエン! チャウエン!』（書き下ろし）
- 『変態忠臣蔵』（仮題・書き下ろし）
- 『臨済録』（高杉弾訳・書き下ろし）

実現されていない雑誌企画
- 『世界の外国人』（連載）
- 『香港美麗看板』
- 『モダプリ大図鑑』
- 『中途半端な女装』
- 『高杉弾の儲かりまっせ～』（仮題・連載）
- 『タイ・サムイ島旅行ガイド』
- 『高杉式! バンコク快楽めぐり』
- 『高杉式! 香港快楽めぐり』
- 『高杉式! 香港骨董ガイド』
- 『80日間赤道一周』（仮題・連載）
- 『タダで世界旅行をする方法』（連載）
- 『世界のマクドナルド』（仮題・連載）
- 『ブスのヌード写真集』（プロデュースのみ）
- 『働かないで食う方法』（連載）
- 『もうパソコンなんかいらない』（仮題・プロデュースのみ）

## 映像作品
高杉弾は1990年から1991年にかけて全11本のアダルトビデオを製作している。すべて村西とおるのダイヤモンド映像系レーベル「裸の王様」から発売されたもので、伊勢鱗太朗がプロデュースした。
- 『高杉弾のイカすSEX天国』（出演：岡本美也・森川亜樹）
- 『モーレツすけべ王国』（出演：宇野麗子・ちこ）
- 『悶絶キラキラショー』（出演：藤崎由佳・響奈美）
- 『欲情遊園地』（出演：佐伯琴美・高部靖子）
- 『実録・終りのない女 もうガマンできない!』（出演：山内理香子）
- 『欲情遊園地2』（出演：篠宮のり子）
- 『欲情遊園地3』（出演：ミスダンディ真理子）
- 『原色発情図鑑』（出演：夢野麻美）
- 『悦楽の国のアリス』（出演：真湖静香）
- 『なんてったってAVアイドル もうヤメられない』（出演：朝比奈めぐみ）
- 『新・欲情遊園地』（出演：向井亜紀子）

その他
- ビデオ版『メディアになりたい』（1985年）
- 『スーパー・カットアップ』（1985年）

## 影響を与えた人物
青山正明
鬼畜系文筆家の草分け的存在。『Jam』『HEAVEN』に影響を受けて文筆家・編集者となる。のちに『危ない1号』初代編集長。2001年に自殺。
村崎百郎
高杉弾が実行した山口百恵宅のゴミ漁り企画を意識して「鬼畜のゴミ漁り」というキャラクターで作家活動を行った。2010年に殺害。
蛭子能収
高杉弾と山崎春美の依頼によりプロの漫画家として実質的な商業デビューを『Jam』で果たした。
山田花子
高杉弾の著書『メディアになりたい』（JICC出版局）を読んだことから編集に興味を持ち、編集デザインの勉強をするため大検を取得し、専門学校のグラフィックデザイン科に入学した。ちなみに同じく高杉の影響を受けた編集者の赤田祐一は所蔵していた『Jam』を山田に進呈したことがある。1992年に団地11階から投身自殺。
赤田祐一
『Quick Japan』初代編集長であり、赤田体制下の同誌は『Jam』の影響を最も強く受けている。また自身が編集を務める雑誌でも『Jam』を深く掘り下げた特集を定期的に行っているほか、自著『20世紀エディトリアル・オデッセイ』（ばるぼらとの共著）では紹介した1200点にも上る雑誌の中からベスト3に『Jam』を選んでいる。
佐山哲郎
エルシー企画・群雄社出版編集局長、浄土宗僧侶、官能小説家、スタジオジブリ製作の長編アニメーション映画『コクリコ坂から』漫画原作者。『Jam』に触発された自販機雑誌『NOISE1999』（アリス出版）の編集長を2号まで務めた。
山崎春美
『Jam』編集者のち『HEAVEN』3代目編集長。高杉弾が創刊した『HEAVEN』の廃刊に伴い「雑誌内雑誌」として他誌で『HEAVEN』を復活させた。
栗本薫
高杉弾をモデルとした小説を「イミテーション・ゴールド」の題で発表しており、自販機ポルノの編集者が創刊号の目玉記事をでっちあげるため、国民的アイドル「山内桃枝」の家からゴミ箱を盗み出そうと奮闘する様子などを描いている。
山野一
高校時代、エロ本と思って自動販売機で購入した『Jam』に掲載されていた蛭子能収の漫画『不確実性の家族』に大ショックを受ける。以後、ガロ系の世界観に踏み込む。
鈴木いづみ
『HEAVEN』に連載を持っていた縁で交流を持つ。1986年に自殺。
竹熊健太郎
『Jam』『HEAVEN』の歴史を追った企画「天国桟敷の人々」を『Quick Japan』に連載した。
手塚能理子
漫画雑誌『ガロ』副編集長、現『アックス』編集長、青林工藝舎社長。高杉弾も『ガロ』に影響を受けており、手塚とも交流を持っていた。後年、高杉弾は「気がつくと誰もぼくに原稿を依頼してくれなくなっていました。ぼくに残されたのは『伝説のカルト雑誌元編集長』というわけのわからない肩書きだけです。その頃はまだ『カルト』と『オカルト』は同じ意味でした。最後にぼくに原稿を依頼してくれたのは、漫画雑誌の『アックス』を出している青林工藝舎の手塚さんでした」と回想している。
近藤十四郎
高杉弾の影響で『HEAVEN』の編集に参加。その後、同誌の発行元である群雄社の映像部門「VIPエンタープライズ」社長に就任。
羽良多平吉
高杉弾の文章に刺激を受ける。また羽良多が担当した『HEAVEN』のアートワークは彼自身の代表作としても知られる。
佐内順一郎
『Jam』『HEAVEN』初代編集長。高杉弾と同一人物であるが、『Jam』『HEAVEN』では佐内と高杉がまるで別々の人物のように扱われており、竹熊健太郎に「どこまでも虚実の狭間に身を置くのがこの人らしい」と評された。
香山リカ
『HEAVEN』でライターデビューを果たした。

## メディアマン
高杉弾は「メディアマン」誕生の経緯について次のように述べている。
高杉曰く「メディアマンは〈高杉弾〉と〈誰か〉を結ぶ不可視のリンク・メソッドである。メディアマンは〈私〉であり、同時に〈私以外の誰か〉である。メディアマンはどこにでも存在し、同時にどこにも存在しない」。

## 人物評
蛭子能収
私がまだ漫画で食えない頃、高杉さんはエロ本の仕事をくれました。最初に池袋の「白十字」という喫茶店で会ったのですが、見た目がフーテンみたいでうさん臭く「この人を信用していいのかな」と不安になりましたが、私は仕事が断われないたちなので引き受けました。でもその二ヶ月後、通帳を見るとちゃんとお金が振込まれてたんで、それですぐに信用しましたね。私は今、十分に稼いでいますが、あの時私を拾ってくれたご恩は一生わすれません。なにしろ私の漫画に初めてお金を払ってくれた人ですから。だからね、もう、すごく感謝してます。それから漫画の注文がたくさん来るようになったのも、テレビの仕事が来るようになったのも、全て高杉さんのおかげです。この世で一番感謝してます。だからってお金はあげませんけどね、ヘヘッ。
滝本淳助
僕は、高杉弾ってペンネームより、本名の佐内順一郎、佐内君なんだよね。佐内は病気なんだよね。糖尿と結核だっけ？もうすぐ眼がみえなくなる、右側がゼンブダメになる、歩けなくなる、ハゲる？、死ぬ、と言われ言いつつ、もう十年になるぜ。すでに謎だね、もう七不思議。なぜ佐内は死なないのか？なぜサラ金の借金をまたサラ金から借りてまで返しつつ、タイの辺鄙な島に一カ月も二カ月もボーッとしに行くのか？お金がないのは僕もおんなじで、二人で「本格的にお金がなくなると人間どうなるか」って話した時、すぐに出た答えがやっぱり「ひったくり」。
末井昭
私らは生きていく上で、どうしても社会的規範とか生活とかに縛られている部分があるのだが、高杉弾にはそういうところがないのが羨ましい。高杉弾と最初に会ったのは、私が編集を始めた20年前で、その頃高杉さんは自販機本を作っていて、山口百恵のゴミを採集してタンポンなんかを載せたりしていて、大変編集の勉強になった。日常生活でも、双眼鏡でテレビを観たり、3Dカメラで女の裸を撮ったり、ヘンなことばかりやっていた。そのうち、渋谷でヘンなものを売る店を出したり、先物取引で失敗して借金だらけになったので、香港に行って日本人観光客のオバサンから置き引きしたりしていた。そのうち、糖尿病と肺結核を同時に患って入院した。肺結核は私の田舎では不治の病ということになっていたので、見舞いに行ったとき、大きなマスクにウガイ薬を持って行った。高杉さんに悪いかなと思ったが、高杉さんはニコニコ笑っていた。高杉さんのお父さんは大会社の社長で、大金持ちらしいが、高杉さんはお父さんに信頼されていないようだ。「殺してしまおうかな」と、高杉さんは言うのだが、冗談なのか本気なのかわからないところが恐い。高杉さんがやっていたヘンなことは、最近雑誌なんかでよく取り上げられるようになった。やっと時代が高杉さんに追いついたようだ。
南伸坊
高杉さんは、満州国皇帝・愛新覚羅溥儀の系累にあたる、元華族のような顔をしている。台湾で古玩商を営んでいる年齢出身不詳の外省人という気もする。いずれにしてもアヤシイところがタップリあるが上品で趣味がいい。高杉さんには落陽の都の城門のところで、仙人に大金を与えてもらいたい。その大金を、世の中の珍しい物、美しい物に浪費散財し、怪しいこと、面白いことに蕩尽してもらいたい。そういうことの似合う人である。
手塚能理子
高杉さんが青林堂に初めていらっしゃった日のこと、よく覚えてますよ。渡辺和博さんを訪ねてきたんですよね。渡辺さんって、すごく人のナリを見る人で、高杉さんが帰った途端に、「いま来たヤツ、すごい変だ、すごい変だ」って嬉しそうにはしゃいでるんですよ。「どうしたんですか？」って聞いたら、そのとき高杉さんは革靴を履いてたんだけど、「あいつ、革靴なのに紐をつけてないよ！」ってニコニコしながらいうんですね。そういう出来事を、また南さんに報告するんです。「高杉って人、すっごく変だよ」って。「すごい変だよ」っていうのは渡辺さんの中ではホメ言葉なので、一発で気に入ったんでしょうね。
竹熊健太郎
直接高杉氏とお会いしたのは、比較的最近のこと。初対面の際、それ以前から筆者が勝手に抱いていた「高杉弾」のイメージとあまりに一致していたので、感心した覚えがある。氏のイメージを一言で言うなら「和製アンディ・ウォーホル」。内なる虚無を逆手に取り、あたかも真空掃除機のようにさまざまなイメージや人物を吸い寄せるウォーホルの才能は、実に編集的で、そのまま筆者の高杉弾像と重なる。ニヒリスティックなポーズの狭間に、時折り少年的好奇心が顔を覗かせるのもウォーホル的だ。となると、数々の異才を引き寄せた『Jam』編集部は、さながら和製ファクトリーと呼ぶべきか。
近藤十四郎
『Jam』のコンセプチュアルな部分は、美沢真之助（隅田川乱一）さんじゃないかな。それはね、高杉さんにコンセプトがないという意味ではなくて。器を作るのが好き、というのかな。もっと純粋に、エディター志向で、何しろ『メディアになりたい』って人だから。
隅田川乱一
「山口百恵のゴミあさり」がヒットして世間から注目されるというか、問題になるんですけど。あれは企画が僕で実行犯が高杉です。高杉は、少なくとも僕に関しては、アイデアを引き出すのが上手いんですよ。アイデアを盗むのも上手いけど。だから僕の企画もいろいろあったけど、全て僕が考えたというわけじゃなくて共同作業ですね。まあ、これもゴミから始まった雑誌だから、という当然の発想なんですよ。
山崎春美
狂人と紙一重の天才ではなく、バカと紙一重の天災。東京っ子らしいヌケメのないヤリ口で編集長にのし上った。以来やりたい放題、横暴の極みを尽して暴利を貪り、編集室から明るい笑いが洩れて来た日はなかった。製版屋も作家も今頃は正月のこたつにくるったまま、去年一年をふりかえって泣いてることだろう。人非人め、死ね！
金田トメ
『Jam』にも『HEAVEN』にも、今の言葉で語れば、テクノ調のクールなイメージが雑誌全体に流れているが、これはすべて高杉弾のセンスだ。ぼくたち編集者やまわりからの影響ではない。高杉さんのオリジナルである。良くも悪くも、『Jam』と『HEAVEN』は、山口百恵という当時の歌謡曲の大スターを相手にスキャンダラスな行動力を売り物に創りあげてきた高杉弾の雑誌だったのだと思う。いまから思えばバンドのようなもので、売れてきたらモメて解散というようなパターンと同じとも思える。ぼくは当時けんか別れのような形になった高杉弾を実は高く評価している。とくに『Jam』を評価したい気持ちが大きい。高杉さんとは『HEAVEN』以後、また出会いがあり、正月に一人でいるところによく遊びに行って、手製の雑煮を食わせてもらったりしていた。今では、全員、会えば仲良く幸福にしている。